# 果てしなく青い、この空の下で…。
『果てしなく青い、この空の下で…。』（はてしなくあおい、このそらのしたで）は、2000年 6月30日にTOPCATより発売されたWindows用18禁恋愛アドベンチャーゲーム（ノベル+AVG）。略称は“青空”または“果て青”。
2002年2月21日にプレイステーション移植版『どこまでも青く…』がKIDから発売された。
さらに2003年 5月10日にはPC版に主題歌を含む4曲入りおまけCDを同梱した『果てしなく青い、この空の下で…メモリアル版』が自主審査（コンピューターソフトウェア倫理機構等の団体の審査を受けずに）で発売された。
また、ムービックから発売された小説版は、1巻は原作のノベライズ版だが、2巻以降は本編の数ヵ月後を舞台とした続編となっている。
「ジブリでエッチ」というキーワードを売り文句にしている（スタッフ談）だけあって、オープニングの画像や音楽からしてジブリらしさが漂っている。また小説のような文体であり、縦書き表示できるのも特徴である。
ゲームのほうはジブリ作品のようなほのぼのムードではなく、因習に縛られた村、利権を得て村を開発しようとする悪人たちの存在、ときにはホラー的ともいえる人知を超えた魔物たちの存在などが相互に絡み合っており、ストーリーの全体に陰鬱な雰囲気を醸し出している。雰囲気や世界観を共にするTOPCATの18禁PCゲーム『アトリの空と真鍮の月』が2009年11月27日に発売され、それに合わせて2009年10月30日に『果てしなく青い、この空の下で…。[完全版]』が発売された。

## ストーリー
生徒数わずか6人という安曇学園に通う戒田正士は、始業式の日に突然、1年後に母校が廃校になることを伝えられる。時の流れとともに変わることを余儀なくされた学園、安曇村、そして生徒たち……。皆は残された学園生活の中でそれぞれ想いを深めようとする。そんな中、正士は村の開発に便乗して金儲けをしようとする元代議士・堂島の悪巧みに巻き込まれる。正士の周りの状況は次第に変化し、その中には古より安曇村に伝わるヤマノカミの姿が見え隠れしていた。

## 登場キャラクター
※キャストはドラマCD / PS版 / PC完全版の順に記載。CDとPSで同じ場合は統一表記する。
戒田正士（かいだ まさし）
声：松野太紀（ドラマCDのみ）
本作の主人公。（PC版では名前変更可能）お人好しで優柔不断の気がある。特別な才能や技術があるわけではないが、時折、思わぬ行動力を示すこともある。父親は小説家で資料集めのために家を空けることが多く、母親も東京で仕事をしているため家では一人になることが多い。血としては外からやって来た存在であることから、実は安曇村の古い因縁を断ち切る役割を担っている。彼の行動は知らず知らずのうちに村の因習を破壊する事につながっている。
芳野雨音（よしの あまね）
声 : 川上とも子 / 松田理沙
本作のヒロインの一人。おとなしい性格で、思っていることをあまりはっきりと口にしないが、頭の回転は良いらしい。一方で頑固な面もあり、問題が起きても他人の力を借りず自力での解決を試みる。数年前に両親が夜逃げし、現在は自分で生活費を稼ぎながら一人暮らしをしている。家計の都合から村一番の金持ちにして悪名高い堂島の屋敷にメイドとして働きに行くことになる。自分の名前が嫌いで、一人称は姓。現代文明に適応できないふしがあり、テレビのリモコンが操作できなかったりする。言動の割に、学校では理数系の科目が得意。実は目が悪い。
穂村悠夏（ほむら ゆうか）
声 : 菊池志穂 / 茶谷やすら
安曇村にある穂村神社の一人娘で巫女。幼なじみの正士に好意を寄せている。明るく活発な性格で、雨音とは対照的にはっきりと物を言うタイプ。しかし、実は依存心が強く、無意識のうちに誰かに頼ってしまう事を文乃に指摘される。学園最後の一年に楽しい思い出を作ろうと計画を練る。都会的なものに無闇に憧れており、村には存在しない「会社」などに心を引き寄せられるらしい。劇中で披露される事はないが、歌が上手い。少女漫画好きで、地域のハンデに負けず雑誌は欠かさず読んでいるらしい。
松倉藍（まつくら あい）
声 : 前田愛 / 金田まひる
松倉商店という雑貨屋の娘で、明日菜とは双子の姉妹。明るく活発で甘えん坊。無類の猫好きで、常にネコグッズを身に付けている。自分たちを放ったらかしにして出稼ぎにいく両親に不満を抱いているようだが、両親は奇行の目立つ藍のことを持て余しているだけである。本当は猫のように生活力があり、どこででも生きていく能力がある。暗記能力が高いが、暗算が非常に苦手。喋り方が幼く、「～だよ」と言う語尾の「よ」部分の発声が不明瞭で、文章では常に「ょ」と表記される。
松倉明日菜（まつくら あすな）
声 : 西口有香 / 奥山歩
藍の双子の姉妹。藍とは逆に従順でおとなしいタイプ。趣味は読書で常に本を持ち歩いている。いつも文乃に付いて回っている。実はストレスを溜め込むタイプで、思わぬところで爆発させる。同人活動を行っており、将来は物書きになるのが夢らしく、正士の父親に自作の小説を添削してもらっている。
八車文乃（やぐるま ふみの）
声 : 清水香里 / かわしまりの
物語開始の1年前に安曇学園に転校してきた少女。シュールレアリズム派の画家を父親に持つ。安曇村を考古学的・民俗学的に調べており、謎が多く不思議な言動で正士を翻弄する。周りと打ち解けようとしないが、明日菜とだけは一緒にいることが多い。ピッキングからパソコンの扱いまで何でもそつなくこなし、学校では美術や料理などに天才的才能を発揮する。正士の母親と顔や性格がよく似ている。ノベライズ版ではその設定を活かし、ファンサービス的なエピソードが加えられた。
瀬能英里子（せのう えりこ）
声 : 金月真美 / 井上喜久子 / 芹園みや
安曇学園唯一の教師。かつては夫が園長を務めていたが、夫の他界後は彼女一人で学園の運営を担っている。生徒たちの前では優しい良い先生として振舞っているが、安曇学園の存続のためならばどんなことでもするという大人の汚さも併せ持っている。
堂島薫（どうじま かおる）
声 : 佐藤正治 / 広瀬正志 / 田中公二
元代議士の男。スキャンダルから逃げて安曇村に引き篭もっているらしい。金持ちでヤクザを従えていて、他人を虐げることと、金儲けのことしか頭にない。安曇村の事実上の支配者であり、彼の行動が安曇村に暗雲を呼び込むことになる。ゲーム中では悪の限りを尽くすものの見えない苦労も多く、また英里子との約束を律儀に守るなど、普段の情けなさも手伝って一部では意外に人気がある。
八車斉臥（やぐるま さいが）
声 : 平野正人 / 成田剣 / 胸肩腎
文乃の父親。かつては売れない風景画家であったが、「もだえる女」（PS版では「謳う女」）の発表後、シュールレアリスム派の画家として名声を得た。堂島は金のためだけに斉臥のパトロンをかって出たが、解っていてあえて利用しているようなふしもある。妻を亡くしており、文乃を全寮制の学校に入学させるなど、自分から遠ざけていた。
戒田宗介（かいだ そうすけ）
声 : 田中秀幸 / 長島雄一 / 池田陸
正士の父親。日本古来の伝承や文化をネタにする小説家で、ヤマノカミについての本を書くために色々と調査をしている。堂島の強引な政治活動に対抗するべく東京のマスコミを利用したり、物語の背後で暗躍している。堂島を贋の拳銃で脅したり、雨音にメイド服をリクエストしたり、文乃と本気で議論したりと子供っぽい。
穂村辻夫（ほむら つじお）
声 : 堀之紀 / 花田光 / 一条和矢
悠夏の父親。温厚な性格。穂村神社の神主にして村で唯一の医者でもある。神社の土地を狙う堂島に激しい嫌がらせを受けている。
堀田武人（ほった たけひと）
声 : 稲田徹 / 川村拓央 / 滝沢アツヤ
堂島の護衛を勤める強面の男。部下からの信頼が厚く、なぜ堂島のそばにいるのか疑問視されているが、実は重大な目的があって堂島に近付いている。ある事件で妻子を失っており、正士を見ると亡き息子を思い出すらしく、劇中でも彼をかばう場面が散見される。将棋が強いものの、自覚がない。

## この作品の時代
この作品の舞台となっている時代が一体いつなのかには諸説ある。プレイステーション版に同梱された「ラジオCD」内では昭和30年代との言及があるが、劇中の様々な描写やTOPCATの特設サイト内における情報（文乃と明日菜がパソコンいじりにはまっているという後日談）などから矛盾が生じている。

## スタッフ
- シナリオ：鷹取兵馬
- 原画：たかみち
- 音楽：SYUN
  - ED： nikoensis - 追想
    - 作曲:SYUN/歌:KIYO

## 歴史
- 2000年
  - 6月30日 PC版『果てしなく青い、この空の下で…。』発売
  - 10月31日 小説版『果てしなく青い、この空の下で…。』発売
  - 11月 『公式ビジュアルブック Best perfect guide』発売
- 2001年
  - 1月5日 - 3月30日 ラジオ番組『果てしなく青い、この空の下で…。』放送
  - 5月31日 小説版『果てしなく青い、この空の下で…。（2）』発売
  - 6月29日 『果てしなく青い、この空の下で…。オリジナルサウンドトラック』発売
  - 10月6日 ドラマCD『果てしなく青い、この空の下で…。第1巻』発売
  - 11月23日 ドラマCD『果てしなく青い、この空の下で…。第2巻』発売
- 2002年
  - 2月1日 小説版『果てしなく青い、この空の下で…。（3）』発売
  - 2月21日 PS版『どこまでも青く…』発売
- 2003年
  - 5月10日『果てしなく青い、この空の下で…。メモリアル版』発売
- 2009年
  - 10月30日『果てしなく青い、この空の下で…。[完全版]』発売

## ラジオ
本作と同名のラジオ番組が、2001年1月5日から同年3月30日にかけ、文化放送にて放送されていた。パーソナリティは金月真美。番組内容はリスナーからのおたより紹介が主で、本編の内容に直接触れてはいなかった。
| 文化放送 金曜25:30～26:00枠                    | 文化放送 金曜25:30～26:00枠     | 文化放送 金曜25:30～26:00枠     |
| 前番組                                         | 番組名                          | 次番組                          |
| ---------------------------------------------- | ------------------------------- | ------------------------------- |
| Kanon -The snow talks memories- 雪降る街の物語 | 果てしなく青い、この空の下で…。 | でじこのへや （2001年4月～9月） |

## ノベライズ
- 果てしなく青い、この空の下で…。（全3巻、ムービック、千田誠行、TOPCAT、イラスト:たかみち）
  1. ISBN 978-4896014990
  2. ISBN 978-4896015317
  3. ISBN 978-4896015485